# Куликовский, Герман Илларионович
Герман Илларионович Куликовский (13 ноября 1862, Петрозаводск, Российская империя — 1923) — российской краевед, этнограф. Член-сотрудник Императорского Русского географического общества (1889)

## Биография
Родился в г. Петрозаводске в семье потомков поляка, высланного под надзор полиции в Олонецкую губернию.
В 1883 г. поступил в С.-Петербургский университет на историко-филологический институт, не закончив его, в 1886 г. перешел на естественное отделение физико-математического факультета Московского университета.
С 1890 по 1916 гг. — помощник библиотекаря, впоследствии библиотекарь Высшего технического училища.
Летом 1885 г. направлен по заданию Общества любителей естествознания, антропологии и этнографии Императорского Русского географического общества в экспедицию по Олонецкой губернии, по итогам которой 25 октября 1885 г. сделал доклад «Данные для характеристики олонецкого наречия» в С.-Петербургском филологическом обществе.
По итогам поездок в 1886―1888 гг. составил этнографическую карту Олонецкой губернии и опубликовал несколько статей в газете «Олонецкие губернские ведомости».
По результатам поездки 1891 г. опубликовал статью «Зарастающие и периодически исчезающие озера Обонежского края».
Крупнейшей научной работой стал «Словарь областного олонецкого наречия в его бытовом и этнографическом применении» (СПб.: Отделение русского языка и словесности имп. Академии наук, 1898).
С подробной рецензией на эту работу выступил филолог академик А. И. Соболевский «Разбор „Словаря олонецкого наречия“ Г. Куликовского» (СПб., 1903).
Участвовал в создании периодического издания общества — журнала «Этнографическое обозрение», составил несколько указателей содержания этого журнала.
Публиковался также под псевдонимами «Г. И. К.», «К—ий», «Г. И.».

## Избранные труды
- Беседные складчины и ссыпчины Обонежья // Этнографическое обозрение. 1889. № 1; Олонецкие помочи // Олонецкие губернские ведомости. 1889. № 34
- Из быта охотников Олонецкого края // Северный вестник. 1891. Ч. 2.
- Словарь областного олонецкого наречия в его бытовом и этнографическом применении/ Изд. Отд-ния рус. яз. и словесности Императ. Акад. Наук; Собрал на месте и составил Г.Куликовский. - СПб.: Тип. Императ. Акад. Наук, 1898. - VII, 151 с.
- Олонецкие провинциализмы // Олонецкие губернские ведомости. — 1887. № 81, № 82
- Куликовский Г. И. В стране пивоварения. Корреспонденция Губ. Вед. // Олонецкие губернские ведомости. 1888. № 10.
- Куликовский Г. И. Иванов день в селении Кузаранде, Петрозаводского уезда (Корреспонденция Губ. Вед.) // ОГВ. 1888. № 54. 16 июля.
- Куликовский Г. И. Поездка на Укшеозеро (Петрозаводского уезда). Рыболовные артели Укшеозера и Кончеозера // Олонецкие губернские ведомости. 1888. № 6.
- Куликовский Г. И. Похоронные обряды Обонежского края // Олонецкий сборник. Выпуск 4. Петрозаводск. 1894. С. 411—422.
- Куликовский Г. И. Олонецкие помочи // Олонецкий сборник. Выпуск 4. Петрозаводск. 1894. С. 349—396.
- Куликовский Г. И. «Общественный пир» в Каргопольском уезде // Олонецкие губернские ведомости. 1895. № 9.
- Куликовский Г. И. Олонецкая народная поэтесса Ирина Федосова в Москве // Олонецкие губернские ведомости. 1896. 17 января
- Из общинно-артельной жизни Олонецкаго края [Текст] / Г. И. Куликовский. — Петрозаводск : В Губернской тип., 1897. — 115 с.
- Олонецкие артели // Олонецкие губернские ведомости. 1905. № 114
- Указатель к «Этнографическому обозрению» [1-5]. — [М., 1893—1910].